# Viktor Knaller
Viktor Knaller (* 11. September 1873 in Kronstadt; † 1932) war ein ungarischer Politiker der deutschen Minderheit.

## Leben
Knaller gehörte den Siebenbürger Sachsen an. Er war gelernter Bäcker und engagierte sich in der Sozialdemokratie. 1898 wurde er Sekretär der Sozialdemokratischen Arbeiterpartei in Kronstadt, später in Schäßburg und 1911 deutscher Parteisekretär der Landespartei in Budapest. Den Ersten Weltkrieg machte er drei Jahre lang als Frontsoldat mit. 
1919 wurde Knaller Mitglied des Deutschen Volksrats für Ungarn. In der sechs Tage dauernden Regierung von Gyula Peidl war Knaller Nationalitätenminister. Anschließend war er wieder als Sekretär der Ungarländischen Sozialdemokratischen Partei aktiv und war Präsident der Gewerkschaft der Lebensmittelarbeiter.
Von 1920 bis 1926 saß Knaller für die Sozialdemokratische Partei als Abgeordneter in der Ungarischen Nationalversammlung.